# Große Seenadel
Die Große Seenadel (Syngnathus acus) ist die größte in europäischen Gewässern vorkommende Seenadelart. Sie wurde schon 1758 von Carl von Linné, dem Begründer der binominalen Nomenklatur, beschrieben und gehört damit zu den ersten beschriebenen Seenadelarten.
Ihr Verbreitungsgebiet umfasst die Küsten des Mittelmeers und des östlichen Atlantiks und reicht dort von Südafrika über die Küste Westafrikas und die europäische Atlantikküste bis nach Norwegen, die Färöer und die Britischen Inseln. Die im Mittelmeer lebende Population wurde als eigene Art, Syngnathus rubescens, beschrieben. Diese Art gilt heute aber als Synonym von Syngnathus acus.

## Merkmale

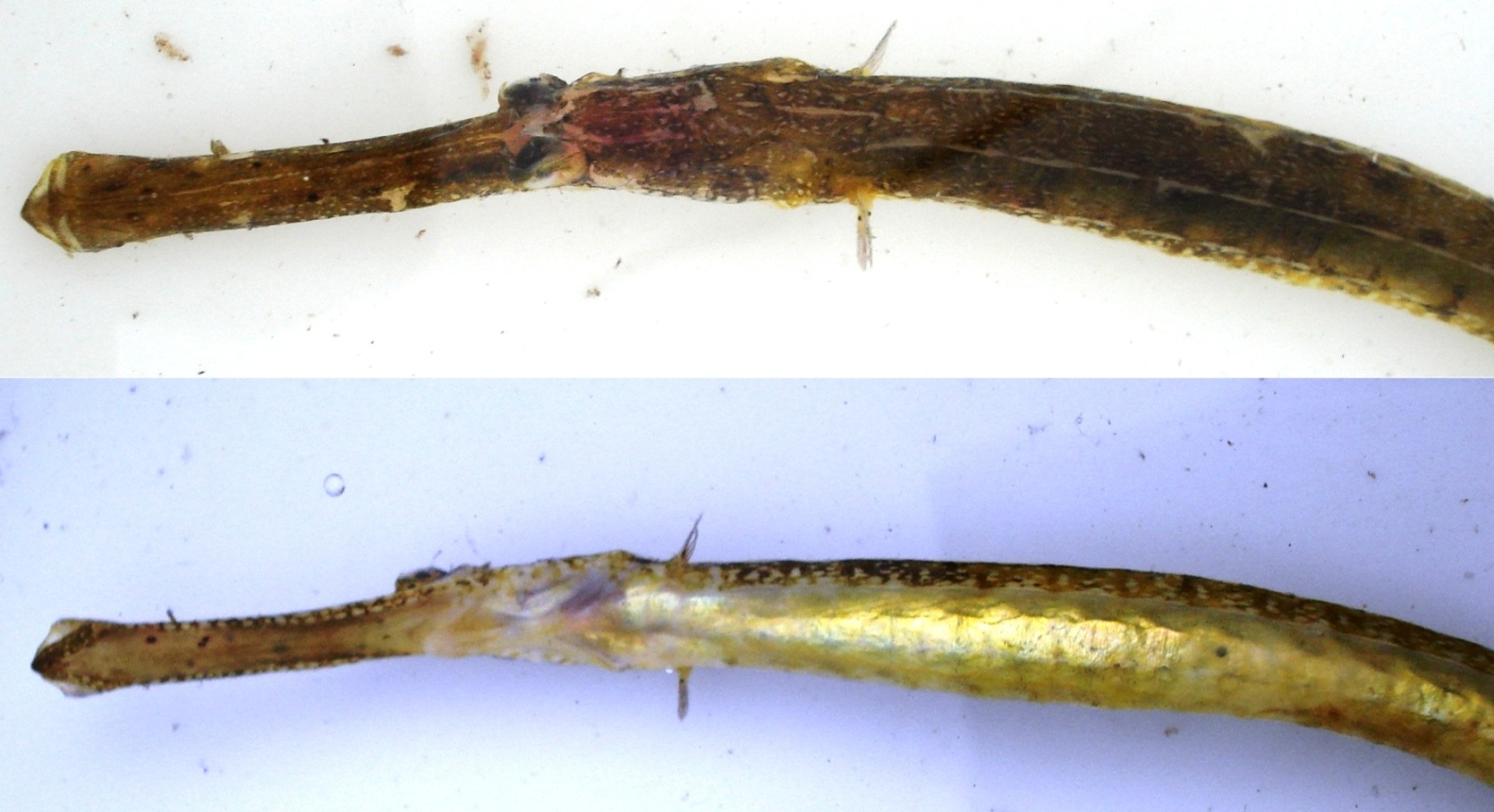
Detail-Ansicht des Kopfes der Großen Seenadel (†)

Die Große Seenadel hat einen sehr langgezogenen, dünnen Körper und wird bis zu einem halben Meter lang. Die Schnauze mit dem oberständigen Maul ist pipettenartig verlängert, der Durchmesser der Schnauzenröhre ist gleich dem Augendurchmesser oder kleiner. Die Große Seenadel ist hellgrün bis dunkelbraun gefärbt.
Wie bei allen Seenadeln ist der Körper durch Knochenplatten gepanzert. Zwischen Kopf und Rückenflosse findet man 18 bis 19 Knochenplatten. Die Rückenflosse wird von 33 bis 42 weichen Flossenstrahlen gestützt, die nur sehr kurze Afterflosse von 3. Im Unterschied zu den meisten anderen Seenadeln besitzt die Große Seenadel eine kleine, fächerförmige Schwanzflosse.

## Lebensweise
Die Große Seenadel lebt vor allem an Küsten und in Flussmündungen über sandigen, schlammigen Böden sowie Geröllböden, normalerweise zwischen Algen oder Seegras (Zostera). Meist hält sie sich in seichtem Wasser auf, in Tiefen von maximal 15 Meter. Sie wurde jedoch auch schon in Tiefen von 90 bis 110 Meter über Geröllboden gefunden. Die Große Seenadel ernährt sich von Ruderfußkrebsen, Flohkrebsen und anderen kleinen Krebstieren. Die Fortpflanzungszeit liegt in den Sommermonaten. Die 400 oder mehr vom Weibchen gelegten Eier werden bei der Paarung vom Männchen übernommen, das sie fünf Wochen lang, bis zum Schlupf der Jungseenadeln, an der schwammartig veränderten Schwanzunterseite trägt.